# Шуман, Ленокс
Ленокс Шуман (англ. Lenox Shuman; род. 1973, Сент-Катбертс-Мишн, Демерара-Махайка) — гайанский государственный и политический деятель. С 2 сентября 2020 года работает заместителем спикера Национальной ассамблеи Гайаны. Также является основателем и лидером «Партии свободы и справедливости».
2 сентября 2020 года стал первым представителем коренных народов Гайаны в должности заместителя спикера Национальной ассамблеи.

## Биография
Родился 13 сентября 1973 года. Его мать была представительницей смешанной расы, а отец был представителем народа араваки. В 1990 году его семья эмигрировала в Канаду. Окончил колледж Конфедерации и получил лицензию пилота. Прежде чем войти в мир политики Гайаны, имел гражданство Канады и работал пилотом в Sunwing Airlines. В 2009 году женился на Аманде Ван Хертен.
В 2009 году вернулся в Гайану и в 2015 году был избран деревенским старостой (тошао) Сент-Катбертс-Мишн. В том же году был избран заместителем председателя «Национального совета тошао». В 2019 году суд постановил, что члены Национальной ассамблеи Гайаны должны иметь только одно гражданство, поэтому Ленокс Шуман отказался от своего гражданства Канады. Является основателем «Партии свободы и справедливости» и баллотировался в президенты страны на всеобщих выборах в марте 2020 года.